# Epicauta rufidorsum
Epicauta rufidorsum је врста тврдокрилца из породице мајака (Meloidae).
Одрасли инсекти се хране лишћем и цветовима разних зељастих биљака, а ларве се хране јајима скакаваца из породице Acrididae.

## Распрострањење
Настањује средњу и јужну Европу сем Иберијског полуострва, а у Србији је бележена само у Војводини.